# Mikuláš Jozef Lexmann
Mikuláš Jozef Lexmann, OP (28. října 1899, Bobot – 17. července 1952 Klášter Králíky) byl slovenský katolický kněz, jedna z nejvýznamnějších osobností dominikánského řádu na Slovensku. Byl velmi aktivním člověkem širokých zájmů, průkopníkem automobilismu i pilotem.
Na konci 2. světové války ukrýval ohrožené lidi před násilím v kryptě dominikánského kostela v Košicích, a je tak zapsán jako zachránce Židů v Holocaust Memorial Centre v Budapešti. Počátkem 50. let byl internován v několika klášterech, kde se kruté životní podmínky podepsaly na jeho zdraví a uspíšily jeho smrt.
Patří k dominikánským mučedníkům 20. století, v roce 2013 slovenská provincie řádu schválila podnět k zahájení procesu jeho blahořečení.

## Život
Jozef Lexmann se narodil jako první z osmi dětí do rodiny, v níž otec byl řemeslníkem a matka měla obchod s metrovým textilem. Jeho matka byla velmi zbožná, byla laickou dominikánkou. Pro řeholní život se nakonec rozhodly čtyři z jejích dětí: kromě Jozefa jeho bratr Gregor a sestra Marie, kteří vstoupili k dominikánům, sestra Brigita se stala členkou Kongregace Školských sester de Notre Dame.
Jozef chodil do lidové školy v Bobotě, potom do měšťanky v Bánovcích nad Bebravou. Poté vstoupil do dominikánského juvenátu. V letech 1912 až 1916 studoval na gymnáziu v Budapešti. Jako sedmnáctiletý vstoupil v Grazu do dominikánského řádu a přijal řeholní jméno Mikuláš. Noviciát a další studia filozofie a teologie absolvoval v Grazu a Vídni. Kněžské svěcení přijal 29. července 1923.
Následujícího roku začal působit v dominikánském klášteře v Košicích. Dne 4. července 1933 se stal jeho představeným.

### První „létající mnich“
M. J. Lexmann byl člověkem, který se zajímal kromě záležitostí spojených s jeho úřadem také o technické novinky. V Košicích se stal prvním knězem, který vlastnil řidičský průkaz, a již ve 20. letech zde jezdil autem. S využitím půjčeného vozu vedl řidičský kurz pro nezaměstnané a nemajetné. Byl jednatelem Autoklubu pro východní Slovensko.
V roce 1935 také absolvoval pilotní kurz, a stal se tak prvním knězem-pilotem v Československu. Svému bratru Rafaelu Gregorovi před dominikánský kostel v Košicích shodil z letadla věnec k primici.
Byl také starostou sdružení Orol, ve městě založil kulturní centrum Veritas. K jeho dalším zálibám patřilo fotografování a filmování.
V roce 1936 byl přeložen do Znojma. Zapsal se na Masarykovu univerzitu v Brně. Od roku 1937 pokračoval ve studiu na FF UK v Praze. Studium ale nedokončil kvůli hrozbě zatčení gestapem, před kterým prchl do kláštera v maďarské Šoproni, poté byl přeložen do Vasváru.

### Zachránce životů
V roce 1944 se vrátil do Košic. Na přelomu let 1944–45 v kryptě dominikánského kostela ukrýval asi dvacet osob před terorem Strany Šípových křížů, a pravděpodobně jim tak zachránil život. Je tak zapsán jako zachránce Židů v Holocaust Memorial Centre v Budapešti.
V roce 1946 v Košicích založil časopis Svätý ruženec. Naučil se také esperanto a organizoval jeho kurzy, v roce 1948 se podílel na uspořádání kongresu slovenských esperantistů v Košicích. Kromě toho zde pracoval jako knihovník kláštera, katecheta nebo exercitátor.

### Výslechy a internace
První výslech v sídle košické StB zažil P. Lexmann v prosinci 1947. Dne 20. února 1948 byl na měsíc zatčen. Stalo se tak v souvislosti s jeho styky s Júliem Patúcem, obviněným ze založení ilegální organizace Slovenská národná liga, namířené proti komunismu. P. Lexmann byl zmíněn i při vyšetřování činnosti organizace Rodina, založené chorvatským knězem Tomislavem Kolakovičem. Navzdory nátlaku Stb také 17. června 1949 na mši přečetl pastýřský list přijatý na tajné biskupské konferenci v Praze.
V rámci Akce K byl v dubnu 1950 odvezen z Košic a poté vystřídal internační kláštery v Pezinku, Báči a Podolínci. Dne 29. listopadu 1950 byl zařazen do seznamu „reakčních a nepřevychovatelných“ řeholníků a převezen do kláštera v Králíkách. V internačních klášterech byly obecně velmi tvrdé životní podmínky, ale v Králíkách měl již P. Lexmann vážné srdeční potíže, vysoký krevní tlak, chodil o holi. Nedostatek léků a těžká práce zhoršovaly jeho zdravotní stav. Jednoho červencové dne byl poslán pást krávy. Slunce a chůze do prudkého kopce jej zcela vyčerpaly. Zemřel 17. července 1952 ve věku 52 let, příčinou smrti byla pravděpodobně mozková mrtvice. Byl pohřben ve své rodné obci Bobot.
Mikuláš Jozef Lexmann byl zařazen na mezinárodní seznam dominikánských mučedníků 20. století. V roce 2013 slovenská provincie dominikánů schválila podnět k zahájení procesu jeho blahořečení.